# Saison 2010 de la NFL
Navigation
Édition précédente Édition suivante
La saison 2010 de la NFL est la 91e saison de la National Football League (NFL), la ligue principale d'équipes professionnelles de football américain aux États-Unis. La NFL est organisée en deux conférences distinctes depuis 1970 : la National Football Conference (NFC) et l'American Football Conference (AFC). Ces deux conférences sont subdivisées en quatre divisions chacune: Est, Ouest, Nord et Sud.  Chaque franchise dispute 16 matches en 17 semaines lors de la saison régulière qui débute le 9 septembre 2010 et se termine le 2 janvier 2011. Une phase de playoffs suit la saison régulière pour mener à la finale, le Super Bowl XLV, programmée le 6 février 2011 au Cowboys Stadium de Arlington (Texas).

## Événements

### Nouveau stade et stade rénové

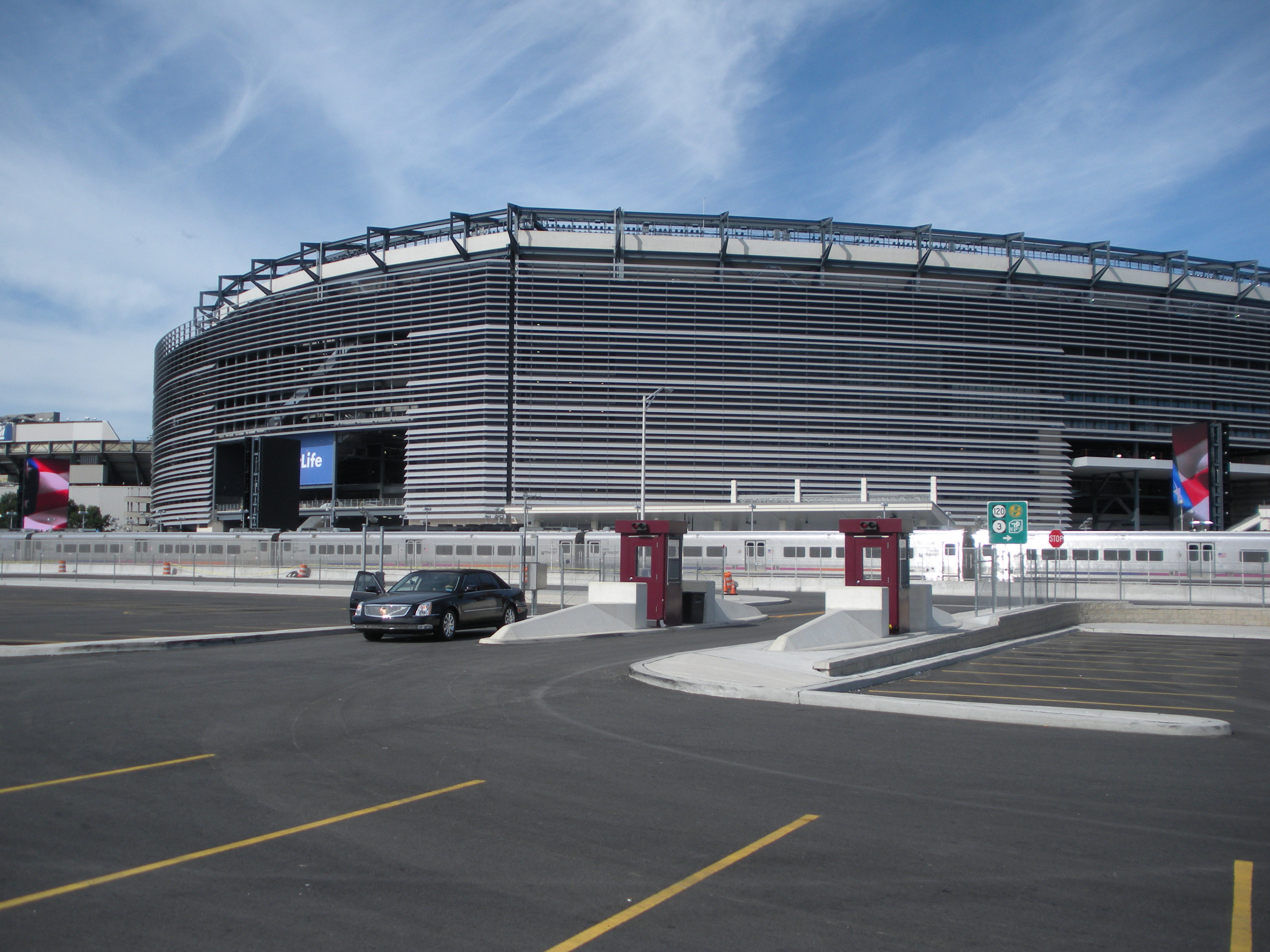
New Meadowlands Stadium.

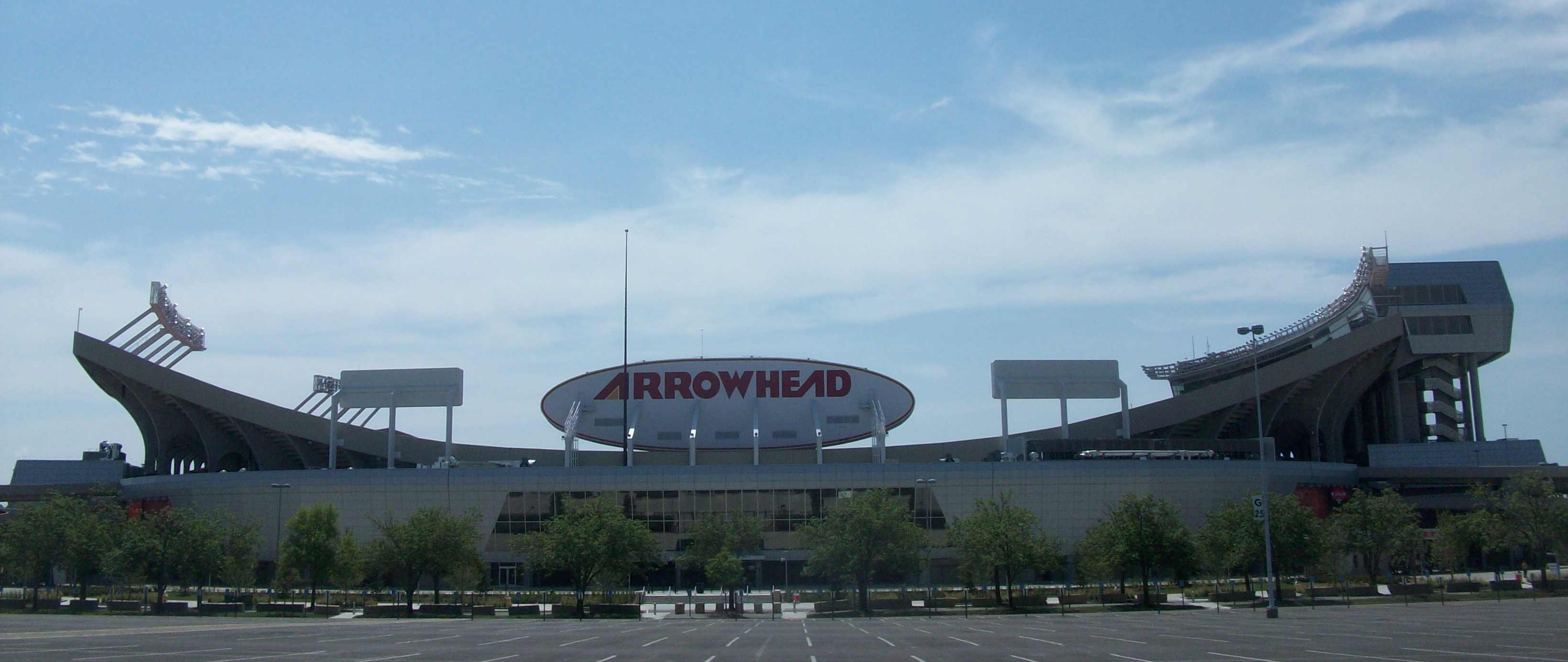
Arrowhead Stadium après rénovation.

Meadowlands Stadium remplace le Giants Stadium, les Giants de New York et les Jets de New York y disputent leurs matchs à domicile.
Arrowhead Stadium, stade des Chiefs de Kansas City depuis 1972, a été rénové.

### Changements de règles
La procédure pour la prolongation en playoff a changé. Au lieu de la mort subite, le match ne finira pas immédiatement si l'équipe qui gagne le tirage au sort, marque un field goal sur sa première possession (ils peuvent toujours gagner directement en cas de touchdown uniquement). Au lieu de cela, l'autre équipe obtient une possession et si elle marque un touchdown uniquement, alors elle est déclarée vainqueur. Enfin, si les deux équipes marquent toutes les deux un field goal, la mort subite est alors de nouveau appliquée. Il est important de souligner que cette nouvelle règle ne s'applique pas en saison régulière.
La règle a été modifiée, parce que statistiquement, l'équipe qui gagnait le tirage au sort remportait à 59 % les matchs. Et dans un tiers des cas sur la première possession, ne laissant donc jamais une chance à l'adversaire de répondre.

### Match hors des États-Unis
- Les Bills de Buffalo reçoivent les Bears de Chicago au Rogers Centre de Toronto, le 7 novembre 2010 dans le cadre des Bills Toronto Series[1].
- Les 49ers de San Francisco affrontent les Broncos de Denver au Wembley Stadium à Londres, le 31 octobre 2010 dans le cadre de la série internationale.

### Matchs de la semaine 17
Les matchs de la 17e semaine opposeront des équipes de la même division pour augmenter l'intérêt de cette dernière semaine et éviter que certaines équipes fassent jouer trop de remplaçants.

### Report de match
Le match en semaine 13 opposant les Vikings aux NY Giants a été reporté au 13 décembre en raison de l'effondrement du toit du Metrodome de Minneapolis. Le match est disputé au Ford Field de Détroit.

## Mouvements notables

### Entraîneurs
- Chan Gailey remplace Dick Jauron comme entraîneur des Bills de Buffalo.
- Mike Shanahan remplace Jim Zorn comme entraîneur des Redskins de Washington.
- Pete Carroll remplace Jim L. Mora pour entrainer les Seahawks de Seattle.

### Joueurs
- Les Bengals de Cincinnati font signer Terrell Owens.
- Les Jets de New York signent le half back LaDainian Tomlinson après huit saisons au sein des Chargers de San Diego.
- Les Broncos de Denver signent la star universitaire Tim Tebow.
- Donovan McNabb quitte les Eagles de Philadelphie et rejoint les Redskins de Washington.

## Classement de la saison régulière
Légende :
V = Victoires, D = Défaites, N = Matchs nuls, PCT = Pourcentage victoires, DIV =Victoires-Défaites Division, CONF =Victoires-Défaites Conférence, PM = Points marqués, PE = Points encaissés
x : Non champions de division, wild-card; y = Champion de division, wild card; z = Champion de division dispensé de wild-card; * = avantage du terrain pendant les playoffs
| Qualifiés pour les playoffs |

| AFC Est                                    | AFC Est | AFC Est | AFC Est | AFC Est | AFC Est | AFC Est | AFC Est | AFC Est |
| Franchise                                  | V       | D       | N       | PCT     | DIV     | CONF    | PM      | PE      |
| ------------------------------------------ | ------- | ------- | ------- | ------- | ------- | ------- | ------- | ------- |
| z * (1) Patriots de la Nouvelle-Angleterre | 14      | 2       | 0       | .875    | 5–1     | 10–2    | 518     | 313     |
| x (6) Jets de New York                     | 11      | 5       | 0       | .688    | 4–2     | 9–3     | 367     | 304     |
| Dolphins de Miami                          | 7       | 9       | 0       | .438    | 2–4     | 5–7     | 275     | 332     |
| Bills de Buffalo                           | 4       | 12      | 0       | .250    | 1–5     | 3–9     | 283     | 425     |
| AFC Nord                                   |         |         |         |         |         |         |         |         |
| Franchise                                  | V       | D       | N       | PCT     | DIV     | CONF    | PM      | PE      |
| z (2) Steelers de Pittsburgh [a]           | 12      | 4       | 0       | .750    | 5–1     | 9–3     | 375     | 232     |
| x (5) Ravens de Baltimore                  | 12      | 4       | 0       | .750    | 4–2     | 9–3     | 357     | 270     |
| Browns de Cleveland                        | 5       | 11      | 0       | .313    | 1–5     | 3–9     | 271     | 332     |
| Bengals de Cincinnati                      | 4       | 12      | 0       | .250    | 2–4     | 3–9     | 322     | 395     |
| AFC Sud                                    |         |         |         |         |         |         |         |         |
| Franchise                                  | V       | D       | N       | PCT     | DIV     | CONF    | PM      | PE      |
| y (3) Colts d'Indianapolis [b]             | 10      | 6       | 0       | .625    | 4–2     | 8–4     | 445     | 388     |
| Jaguars de Jacksonville                    | 8       | 8       | 0       | .500    | 3–3     | 7–5     | 351     | 419     |
| Texans de Houston                          | 6       | 10      | 0       | .375    | 3–3     | 4–8     | 390     | 427     |
| Titans du Tennessee                        | 6       | 10      | 0       | .375    | 2–4     | 3–9     | 356     | 339     |
| AFC Ouest                                  |         |         |         |         |         |         |         |         |
| Franchise                                  | V       | D       | N       | PCT     | DIV     | CONF    | PM      | PE      |
| y (4) Chiefs de Kansas City                | 10      | 6       | 0       | .625    | 2–4     | 6–6     | 366     | 326     |
| Chargers de San Diego                      | 9       | 7       | 0       | .563    | 3–3     | 7–5     | 441     | 319     |
| Raiders d'Oakland                          | 8       | 8       | 0       | .500    | 6–0     | 6–6     | 410     | 371     |
| Broncos de Denver                          | 4       | 12      | 0       | .250    | 1–5     | 3–9     | 344     | 471     |

| NFC Est                             | NFC Est | NFC Est | NFC Est | NFC Est | NFC Est | NFC Est | NFC Est | NFC Est |
| Franchise                           | V       | D       | N       | PCT     | DIV     | CONF    | PM      | PE      |
| ----------------------------------- | ------- | ------- | ------- | ------- | ------- | ------- | ------- | ------- |
| y (3) Eagles de Philadelphie [c]    | 10      | 6       | 0       | .625    | 4–2     | 7–5     | 439     | 377     |
| Giants de New York                  | 10      | 6       | 0       | .625    | 2–4     | 7–5     | 404     | 347     |
| Cowboys de Dallas                   | 6       | 10      | 0       | .375    | 3–3     | 4–8     | 394     | 436     |
| Redskins de Washington              | 6       | 10      | 0       | .375    | 2–4     | 4–8     | 303     | 377     |
| NFC Nord                            |         |         |         |         |         |         |         |         |
| Franchise                           | V       | D       | N       | PCT     | DIV     | CONF    | PM      | PE      |
| z (2) Bears de Chicago              | 11      | 5       | 0       | .688    | 5–1     | 8–4     | 334     | 286     |
| x (6) Packers de Green Bay [d]      | 10      | 6       | 0       | .625    | 4–2     | 8–4     | 388     | 240     |
| Lions de Détroit                    | 6       | 10      | 0       | .375    | 2–4     | 5–7     | 362     | 369     |
| Vikings du Minnesota                | 6       | 10      | 0       | .375    | 1–5     | 5–7     | 281     | 348     |
| NFC Sud                             |         |         |         |         |         |         |         |         |
| Franchise                           | V       | D       | N       | PCT     | DIV     | CONF    | PM      | PE      |
| z * (1) Falcons d'Atlanta           | 13      | 3       | 0       | .813    | 5–1     | 10–2    | 414     | 288     |
| x (5) Saints de La Nouvelle-Orléans | 11      | 5       | 0       | .688    | 4–2     | 9–3     | 384     | 307     |
| Buccaneers de Tampa Bay             | 10      | 6       | 0       | .625    | 3–3     | 8–4     | 343     | 318     |
| Panthers de la Caroline             | 2       | 14      | 0       | .125    | 0–6     | 2–10    | 196     | 408     |
| NFC Ouest                           |         |         |         |         |         |         |         |         |
| Franchise                           | V       | D       | N       | PCT     | DIV     | CONF    | PM      | PE      |
| y (4) Seahawks de Seattle [e]       | 7       | 9       | 0       | .438    | 4–2     | 6–6     | 311     | 407     |
| Rams de Saint-Louis                 | 7       | 9       | 0       | .438    | 3–3     | 5–7     | 289     | 328     |
| 49ers de San Francisco              | 6       | 10      | 0       | .375    | 4–2     | 4–8     | 305     | 346     |
| Cardinals de l'Arizona              | 5       | 11      | 0       | .313    | 1–5     | 3–9     | 289     | 434     |

Notes
- a  Les Steelers sont champions de la division AFC Nord car ils ont un meilleur bilan que les Ravens dans cette division (5-1 contre 4-2) (1 victoire chacun dans leurs affrontements directs).
- b  Indianapolis finit devant Kansas City, grâce à leur victoire à domicile 19-9 en 5e semaine.
- c  Les Eagles remportent la division NFC Est car ils ont remporté leurs deux matchs contre les Giants en 11e [3] et 15e semaine[4].
- d  Les Packers de Green Bay prennent la place de no 6 à la NFC parce qu'ils ont une meilleure strengh of victory[5]. En effet, les équipes battues par les Packers affichent un pourcentage de victoire de 0,486, tandis que celles battues par les NY Giants affichent un pourcentage de 0.400, enfin, celles battues par les Buccaneers affichent un bilan de 0,368.
- e  Les Seahawks sont champions de la division NFC Ouest car ils ont un meilleur bilan que les Rams dans cette division (4-2 contre 3-3) (1 victoire chacun dans leurs affrontements directs).

## Matchs de la saison régulière
La saison régulière comprend 256 rencontres disputées pendant 17 semaines. Selon le système mis en place en 2002, chaque équipe rencontre toute autre équipe au moins une fois pendant une durée de quatre ans, et joue au moins une fois sur le terrain de toutes les équipes pendant huit ans. Pour 2010, les rencontres entre équipes de la même conférence et entre équipes de conférences différentes sont organisées comme suit:
Intraconférence
- AFC Est vs. AFC Nord
- AFC Ouest vs. AFC Sud
- NFC Est vs. NFC Nord
- NFC Ouest vs. NFC Sud

Interconférence
- AFC Est vs. NFC Nord
- AFC Ouest vs. NFC Ouest
- AFC Nord vs. NFC Sud
- AFC Sud vs. NFC Est

Chaque équipe dispute six matchs contre les autres équipes de la même division (matchs aller-retour contre les 3 autres équipes), quatre matchs contre les équipes d'une autre division de la même conférence (les divisions se rencontrant changent chaque année), quatre matchs contre les équipes d'une autre division de l'autre conférence (les divisions se rencontrant changent chaque année) et un match contre chacune des équipes des deux autres divisions de la même conférence, ayant terminé à la même place la saison passée.

## Statistiques individuelles

### Meilleursquarterbacks
| - Évaluation 1. Tom Brady (Patriots) : 111 2. Philip Rivers (Chargers) : 101.8 3. Aaron Rodgers (Packers) : 101.2 4. Michael Vick (Eagles) : 100.2 5. Ben Roethlisberger (Steelers) : 97 | - Total de yards 1. Philip Rivers (Chargers) : 4710 2. Peyton Manning (Colts) : 4700 3. Drew Brees (Saints) : 4620 4. Matt Schaub (Texans) : 4370 5. Eli Manning (Giants) : 4002 | - Nombre de touchdowns 1. Tom Brady (Patriots) : 36 2. Drew Brees (Saints) : 33 2. Peyton Manning (Colts) : 33 4. Eli Manning (Giants) : 31 5. Philip Rivers (Chargers) : 30 |

### Meilleurswide receivers
| - Total de yards 1. Brandon Lloyd (Broncos) : 1448 2. Roddy White (Falcons) : 1389 3. Reggie Wayne (Colts) : 1355 4. Greg Jennings (Packers) : 1265 5. Mike Wallace (Steelers) : 1257 | - Nombre de touchdowns 1. Dwayne Bowe (Chiefs) : 15 2. Calvin Johnson (Lions) : 12 2. Greg Jennings (Packers) : 12 | - Nombre de réceptions 1. Roddy White (Falcons) : 115 2. Reggie Wayne (Colts) : 111 3. Santana Moss (Redskins) : 93 4. Larry Fitzgerald (Cardinals) : 90 5. Andre Johnson (Texans) : 86 |

### Meilleursrunning backs
| - Total de yards à la course 1. Arian Foster (Texans) : 1616 2. Jamaal Charles (Chiefs) : 1467 3. Michael Turner (Falcons) : 1371 4. Chris Johnson (Titans) : 1364 5. Maurice Jones-Drew (Jaguars) : 1324 | - Nombre de touchdowns 1. Arian Foster (Texans) : 18 2. Peyton Hillis (Browns) : 13 2. Adrian Peterson (Vikings) : 13 2. BenJarvus Green-Ellis (Patriots) : 13 2. Rashard Mendenhall (Steelers) : 13 |  |

## Récompenses individuelles
Source : NFL.com
- MVP de la saison : Tom Brady (Patriots de la Nouvelle-Angleterre), quarterback
- Coach de l'année : Bill Belichick (Patriots de la Nouvelle-Angleterre)
- Joueur Offensif de l'année : Tom Brady (Patriots de la Nouvelle-Angleterre), quarterback
- Joueur Défensif de l'année : Troy Polamalu (Steelers de Pittsburgh), strong safety
- Rookie Offensif de l'année : Sam Bradford (Rams de Saint-Louis), quarterback
- Rookie Défensif de l'année : Ndamukong Suh (Lions de Détroit), defensive tackle
- Comeback NFL de l'année : Michael Vick (Eagles de Philadelphie), quarterback
- MVP du Super Bowl XLV : Aaron Rodgers (Packers de Green Bay), quarterback

## SélectionAll Pro
C'est l'équipe type de la saison désignée par Associated Press
| Attaque          | Attaque                                                                          |
| ---------------- | -------------------------------------------------------------------------------- |
| Quarterback      | Tom Brady, New England                                                           |
| Running back     | Arian Foster, Houston Jamaal Charles, Tennessee Maurice Jones-Drew, Jacksonville |
| Fullback         | Vonta Leach, Houston                                                             |
| Wide receiver    | Roddy White, Atlanta Reggie Wayne, Indianapolis Andre Johnson, Houston           |
| Tight end        | Jason Witten, Dallas                                                             |
| Offensive tackle | Joe Thomas, Cleveland Jake Long, Miami                                           |
| Offensive guard  | Jahri Evans, New Orleans Logan Mankins, New England Chris Snee, NY Giants        |
| Center           | Nick Mangold, NY Jets                                                            |

| Défense            | Défense                                                                                                  |
| ------------------ | --- |
| Defensive end      | Julius Peppers, Chicago John Abraham, Atlanta Justin Tuck, NY Giants                                     |
| Defensive tackle   | Haloti Ngata, Baltimore Ndamukong Suh, Detroit                                                           |
| Outside linebacker | Clay Matthews III, Green Bay James Harrison, Pittsburg Cameron Wake, Miami                               |
| Inside linebacker  | Jerod Mayo, New England Patrick Willis, San Francisco                                                    |
| Cornerback         | Darrelle Revis, NY Jets Nnamdi Asomugha, Oakland Asante Samuel, Philadelphia Devin McCourty, New England |
| Safety             | Troy Polamalu, Pittsburgh Ed Reed, Baltimore                                                             |

| Kicker          | Billy Cundiff, Baltimore David Akers, Philadelphia |
| Punter          | Shane Lechler, Oakland                             |
| Kick returner   | Devin Hester, Chicago Leon Washington, Seattle     |
| Punt returner   | Devin Hester, Chicago                              |
| Équipe spéciale | Eric Weems, Atlanta                                |

## Playoffs

### Tableau du tour final
|  | Tour Wild Cards | Tour Wild Cards     | Tour Wild Cards |                     |           | Playoffs de Division | Playoffs de Division | Playoffs de Division |    |  | Finales de Conférence | Finales de Conférence | Finales de Conférence |    |  | Super Bowl XLV | Super Bowl XLV | Super Bowl XLV |
|  |                 |                     |                 |                     |           |                      |                      |                      |    |  |                       |                       |                       |    |  |                |                |                |
|  | 5               | La Nouvelle-Orléans | 36              |                     |           |                      |                      |                      |    |  |                       |                       |                       |    |  |                |                |                |
|  | 4               | Seattle             | 41              |                     |           |                      |                      |                      |    |  |                       |                       |                       |    |  |                |                |                |
|  | 4               | Seattle             | 41              |                     | 4         | Seattle              | 24                   |                      |    |  |                       |                       |                       |    |  |                |                |                |
|  |                 |                     |                 |                     | 4         | Seattle              | 24                   |                      |    |  |                       |                       |                       |    |  |                |                |                |
|  |                 |                     | 2               | Chicago             | 35        |                      |                      |                      |    |  |                       |                       |                       |    |  |                |                |                |
|  |                 |                     | 2               | Chicago             | 35        |                      |                      |                      |    |  |                       |                       |                       |    |  |                |                |                |
|  |                 |                     |                 |                     |           |                      |                      |                      |    |  |                       |                       |                       |    |  |                |                |                |
|  |                 |                     |                 |                     |           |                      |                      |                      |    |  |                       |                       |                       |    |  |                |                |                |
|  |                 |                     |                 |                     |           |                      | 2                    | Chicago              | 14 |  |                       |                       |                       |    |  |                |                |                |
|  | NFC             |                     |                 |                     |           |                      | 2                    | Chicago              | 14 |  |                       |                       |                       |    |  |                |                |                |
|  |                 | 6                   | Green Bay       | 21                  |           |                      |                      |                      |    |  |                       |                       |                       |    |  |                |                |                |
|  | 6               | 6                   | Green Bay       | 21                  | Green Bay | 21                   |                      |                      |    |  |                       |                       |                       |    |  |                |                |                |
|  | 6               |                     |                 |                     | Green Bay | 21                   |                      |                      |    |  |                       |                       |                       |    |  |                |                |                |
|  | 3               | Philadelphie        | 16              |                     |           |                      |                      |                      |    |  |                       |                       |                       |    |  |                |                |                |
|  | 3               | Philadelphie        | 16              |                     | 6         | Green Bay            | 48                   |                      |    |  |                       |                       |                       |    |  |                |                |                |
|  |                 |                     |                 |                     | 6         | Green Bay            | 48                   |                      |    |  |                       |                       |                       |    |  |                |                |                |
|  |                 |                     | 1               | Atlanta             | 21        |                      |                      |                      |    |  |                       |                       |                       |    |  |                |                |                |
|  |                 |                     | 1               | Atlanta             | 21        |                      |                      |                      |    |  |                       |                       |                       |    |  |                |                |                |
|  |                 |                     |                 |                     |           |                      |                      |                      |    |  |                       |                       |                       |    |  |                |                |                |
|  |                 |                     |                 |                     |           |                      |                      |                      |    |  |                       |                       |                       |    |  |                |                |                |
|  |                 |                     |                 |                     |           |                      |                      |                      |    |  |                       | 6                     | Green Bay             | 31 |  |                |                |                |
|  |                 |                     |                 |                     |           |                      |                      |                      |    |  |                       |                       |                       |    |  |                |                |                |
|  |                 | 2                   | Pittsburgh      | 25                  |           |                      |                      |                      |    |  |                       |                       |                       |    |  |                |                |                |
|  | 5               | 2                   | Pittsburgh      | 25                  | Baltimore | 30                   |                      |                      |    |  |                       |                       |                       |    |  |                |                |                |
|  | 5               |                     |                 |                     | Baltimore | 30                   |                      |                      |    |  |                       |                       |                       |    |  |                |                |                |
|  | 4               | Kansas City         | 7               |                     |           |                      |                      |                      |    |  |                       |                       |                       |    |  |                |                |                |
|  | 4               | Kansas City         | 7               |                     | 5         | Baltimore            | 24                   |                      |    |  |                       |                       |                       |    |  |                |                |                |
|  |                 |                     |                 |                     | 5         | Baltimore            | 24                   |                      |    |  |                       |                       |                       |    |  |                |                |                |
|  |                 |                     | 2               | Pittsburgh          | 31        |                      |                      |                      |    |  |                       |                       |                       |    |  |                |                |                |
|  |                 |                     | 2               | Pittsburgh          | 31        |                      |                      |                      |    |  |                       |                       |                       |    |  |                |                |                |
|  |                 |                     |                 |                     |           |                      |                      |                      |    |  |                       |                       |                       |    |  |                |                |                |
|  |                 |                     |                 |                     |           |                      |                      |                      |    |  |                       |                       |                       |    |  |                |                |                |
|  |                 |                     |                 |                     |           |                      | 2                    | Pittsburgh           | 24 |  |                       |                       |                       |    |  |                |                |                |
|  | AFC             |                     |                 |                     |           |                      | 2                    | Pittsburgh           | 24 |  |                       |                       |                       |    |  |                |                |                |
|  |                 | 6                   | NY Jets         | 19                  |           |                      |                      |                      |    |  |                       |                       |                       |    |  |                |                |                |
|  | 6               | 6                   | NY Jets         | 19                  | NY Jets   | 17                   |                      |                      |    |  |                       |                       |                       |    |  |                |                |                |
|  | 6               |                     |                 |                     | NY Jets   | 17                   |                      |                      |    |  |                       |                       |                       |    |  |                |                |                |
|  | 3               | Indianapolis        | 16              |                     |           |                      |                      |                      |    |  |                       |                       |                       |    |  |                |                |                |
|  | 3               | Indianapolis        | 16              |                     | 6         | NY Jets              | 28                   |                      |    |  |                       |                       |                       |    |  |                |                |                |
|  |                 |                     |                 |                     | 6         | NY Jets              | 28                   |                      |    |  |                       |                       |                       |    |  |                |                |                |
|  |                 |                     | 1               | Nouvelle-Angleterre | 21        |                      |                      |                      |    |  |                       |                       |                       |    |  |                |                |                |
|  |                 |                     | 1               | Nouvelle-Angleterre | 21        |                      |                      |                      |    |  |                       |                       |                       |    |  |                |                |                |
|  |                 |                     |                 |                     |           |                      |                      |                      |    |  |                       |                       |                       |    |  |                |                |                |

Pour chaque conférence, le résultat du match de wild card entre les équipes classées 3e et 6e détermine les rencontres du second tour. Si l'équipe classée 3e l'emporte, elle rencontre ensuite l'équipe classée 2e de la conférence et l'autre équipe qui remporte le tour wild card rencontre l'équipe classée 1re. Si l'équipe classée 6e remporte le tour de wild card, elle rencontre ensuite l'équipe classée 1re et l'autre équipe qui a remporté la wild card rencontre l'équipe classée 2e.

### Détail des rencontres du tour final

#### TourWild Cards(repêchages)
Le tour de repêchage qualifie quatre équipes qui rejoindront les quatre équipes qualifiées directement grâce à un meilleur classement à l'issue de la saison régulière (classées en 1re ou 2e place des conférences AFC et NFC). Huit équipes participent au tour de repêchages: les quatre champions de division non directement qualifiés pour le second tour et les deux meilleures équipes restantes de chaque conférence. Les quatre équipes qui remportent le tour de wild card rejoignent ensuite les quatre équipes qualifiées directement.
Samedi 8 janvier 2011
NFC: Saints de La Nouvelle-Orléans - Seahawks de Seattle
Match disputé au Qwest Field de Seattle
Statistiques de la rencontre : Seahawks - Saints : 41 - 36
Résumé vidéo sur nfl.com
| Quart-temps | 1  | 2  | 3  | 4  | Total |
| ----------- | -- | -- | -- | -- | ----- |
| Saints      | 10 | 10 | 0  | 16 | 36    |
| Seahawks    | 7  | 17 | 10 | 7  | 41    |

AFC : Jets de New York - Colts d'Indianapolis
Match disputé au Lucas Oil Stadium, à Indianapolis
Statistiques de la rencontre : Jets - Colts : 17 - 16
Résumé vidéo sur nfl.com
| Quart-temps | 1 | 2 | 3 | 4  | Total |
| ----------- | - | - | - | -- | ----- |
| Jets        | 0 | 0 | 7 | 10 | 17    |
| Colts       | 0 | 7 | 3 | 6  | 16    |

Dimanche 9 janvier 2011
AFC : Ravens de Baltimore - Chiefs de Kansas City
Match disputé au Arrowhead Stadium de Kansas City
Statistiques de la rencontre : Ravens - Chiefs : 30 - 7
Résumé vidéo sur nfl.com
| Quart-temps | 1 | 2 | 3  | 4 | Total |
| ----------- | - | - | -- | - | ----- |
| Ravens      | 3 | 7 | 13 | 7 | 30    |
| Chiefs      | 7 | 0 | 0  | 0 | 7     |

NFC : Packers de Green Bay  - Eagles de Philadelphie
Match disputé au Lincoln Financial Field de Philadelphie
Statistiques de la rencontre : Green Bay - Eagles : 21 - 16
Résumé vidéo sur nfl.com
| Quart-temps | 1 | 2 | 3 | 4 | Total |
| ----------- | - | - | - | - | ----- |
| Packers     | 7 | 7 | 7 | 0 | 21    |
| Eagles      | 0 | 3 | 7 | 6 | 16    |

#### Playoffs de division
Samedi 15 janvier 2011
AFC: Ravens de Baltimore - Steelers de Pittsburgh
Match disputé au Heinz Field, à Pittsburgh (Pennsylvanie)
Statistiques de la rencontre : Steelers - Ravens : 31 - 24
Résumé vidéo sur nfl.com
| Quart-temps | 1  | 2 | 3  | 4  | Total |
| ----------- | -- | - | -- | -- | ----- |
| Ravens      | 14 | 7 | 0  | 3  | 24    |
| Steelers    | 7  | 0 | 14 | 10 | 31    |

NFC:  Packers de Green Bay - Falcons d'Atlanta
Match disputé au Georgia Dome, à Atlanta (Géorgie)
Statistiques de la rencontre : Packers - Falcons : 48 - 21
Résumé vidéo sur nfl.com
| Quart-temps | 1 | 2  | 3  | 4 | Total |
| ----------- | - | -- | -- | - | ----- |
| Packers     | 0 | 28 | 14 | 6 | 48    |
| Falcons     | 7 | 7  | 0  | 7 | 21    |

Dimanche 16 janvier 2011
NFC:  Seahawks de Seattle - Bears de Chicago
Match disputé au Soldier Field, à Chicago (Illinois)
Statistiques de la rencontre : Bears - Seahawks : 35 - 24
Résumé vidéo sur nfl.com
| Quart-temps | 1  | 2 | 3 | 4  | Total |
| ----------- | -- | - | - | -- | ----- |
| Seahawks    | 0  | 0 | 3 | 21 | 24    |
| Bears       | 14 | 7 | 7 | 7  | 35    |

AFC: Jets de New York  - Patriots de la Nouvelle-Angleterre
Match disputé au Gillette Stadium, à Foxborough (Massachusetts)
Statistiques de la rencontre : Jets - Patriots : 28 - 21
Résumé vidéo sur nfl.com
| Quart-temps | 1 | 2  | 3 | 4  | Total |
| ----------- | - | -- | - | -- | ----- |
| Jets        | 0 | 14 | 0 | 14 | 28    |
| Patriots    | 3 | 0  | 8 | 10 | 21    |

#### Finales de conférence
Dimanche 23 janvier 2011
Finale NFC:  Bears de Chicago - Packers de Green Bay
Match disputé au Soldier Field, à Chicago (Illinois)
Statistiques de la rencontre : Bears - Packers : 14 - 21
Résumé vidéo sur nfl.com
| Quart-temps | 1 | 2 | 3 | 4  | Total |
| ----------- | - | - | - | -- | ----- |
| Packers     | 7 | 7 | 0 | 7  | 21    |
| Bears       | 0 | 0 | 0 | 14 | 14    |

Finale AFC:  Steelers de Pittsburgh - Jets de New York
Match disputé au Heinz Field, à Pittsburgh (Pennsylvanie)
Statistiques de la rencontre : Steelers - Jets : 24 - 19
Résumé vidéo sur nfl.com
| Quart-temps | 1 | 2  | 3 | 4 | Total |
| ----------- | - | -- | - | - | ----- |
| Jets        | 0 | 3  | 7 | 9 | 19    |
| Steelers    | 7 | 17 | 0 | 0 | 24    |

#### Super Bowl XLV
Dimanche 6 février 2011
Superbowl XLV:  Packers de Green Bay - Steelers de Pittsburgh 
Match disputé au Cowboys Stadium, à Arlington (Texas)
Statistiques de la rencontre sur espn.go.com 
Résumé vidéo sur nfl.com
| Quart-temps | 1  | 2  | 3 | 4  | Total |
| ----------- | -- | -- | - | -- | ----- |
| Packers     | 14 | 7  | 0 | 10 | 31    |
| Steelers    | 0  | 10 | 7 | 8  | 25    |